# Niklas Meinert
Niklas Meinert, född den 1 maj 1981 i Bad Kreuznach, Tyskland, är en tysk landhockeyspelare.
Han tog OS-guld i herrarnas landhockeyturnering i samband med de olympiska landhockeytävlingarna 2008 i Peking.